# 大分県立宇佐産業科学高等学校
大分県立宇佐産業科学高等学校（おおいたけんりつ うささんぎょうかがくこうとうがっこう）は、大分県宇佐市四日市にある県立高等学校。2008年（平成20年）4月に、大分県立高田高等学校商業科と総合選択制高校として統合され、新たにビジネス管理科が設けられた。
かつては軟式野球部の強豪校で全国大会に出場したこともある。

## 設置学科

### 2008年度から
- 全日制課程
  - グリーン環境科（G科）
  - 電子機械科（R科）
  - 生活デザイン科（L科）
  - ビジネス管理科（B科）

### 2007年度まで
- 全日制課程
  - 農業経営科（M科）
  - 農業土木科（E科）
  - 電子機械科（R科）
  - 生活デザイン科（L科）

## 沿革
- 1901年（明治34年）
  - 5月3日 - 宇佐郡立農学校（乙種）として設立許可。
  - 6月29日 - 仮校舎にて開校式を挙行。
- 1902年（明治35年）6月24日 - 宇佐郡立農業学校に改称。
- 1923年（大正12年）4月 - 県立に移管し、大分県立四日市農学校に改称。
- 1948年（昭和23年）4月1日 - 旧大分県立四日市高等女学校、旧大分県立四日市農学校および同安心院分校を統合し大分県立四日市高等学校を開設。本校は第2部（農業専門部）に改称。
- 1949年（昭和24年）4月1日 - 農業部を北校舎に改称。
- 1951年（昭和26年）4月1日 - 大分県立四日市北高等学校に改称。
- 1953年（昭和28年）4月1日 - 大分県立四日市農業高等学校に改称。
- 1970年（昭和45年）4月1日 - 大分県立宇佐農業高等学校に改称。
- 1993年（平成5年）4月1日 - 工業科（電子機械科）を新設し、大分県立宇佐産業科学高等学校に改称。
- 2008年（平成20年）4月1日 - 大分県立高田高等学校商業科を統合。

## 著名な出身者
- 垣添徹 - 元大相撲力士、現年寄・雷
- 松鳳山裕也 - 元大相撲力士
- 江口啓二 - ボクサー（日本ミドル級王者）